# Ластрич, Филип
Филип (Филипп) Ластрич (известный также, как Филипп де Очиева) (настоящие имя и фамилия — Мартин Яковович) (босн. Filip Lastrić; 1700, Очевия близ Вареша, Османская империя — 1783, Кралева Сутьеска) — боснийский религиозный деятель, монах-францисканец, ревностный проповедник, богослов и деятельный духовный писатель. Провинциал, главный настоятель Боснии (в 1741—1745).

## Биография

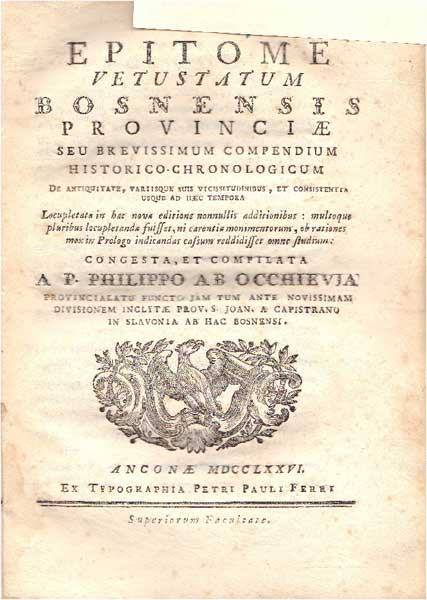
Заглавная страница Epitome vetustatum Bosnensis provinciae Ф. Ластрича (1765)

Родился в бедной крестьянской семье. В детстве в 1712 или 1714 году поступил в монастырь Кралева Сутьеска, где научился писать и читать на иллирийском, итальянском языках и латыни, а также босанчице.
В 1719 году, приняв имя Филип, вступил в монашеский орден новициев. В 1726—1729 годах преподавал философию в славонском городе Пожега, затем вернулся в свой монастырь, где был учителем новициев. В 1741 году был назначен провинциалом. Выступал защитником боснийских францисканцев и католиков в Риме и Вене, а также в османских судах.
Умер от сердечного приступа.

## Творчество
Живо интересовался историей Францисканского ордена в Боснии.
Автор работ, включающих первый обзор географии и истории Боснии и Герцеговины.
Учёный труд Ф. Ластрича, озаглавленный «Краткое извлечение из древностей боснийской провинции» («Epitome vetustatum provinciae Bosnensis»), написан по-латыни (изд. в Венеции в 1762 г. и в Анконе в 1764); содержит сведения о боснийских писателях.
Собрания его проповедей и сочинений:
- «Testimonium bilabium seu sermones panegyrico-dogmatico-morales pro solemnitatibus» (Венеция, 1755);
- «Neditjnik dvostruk» (Венеция, 1766);
- «Svetnjak» (Венеция, 1766);
- "Od usa me O. F. Filipa iz Occhievie. . . prikazano kapelanom i missionarum… ".